# Silvia Leitu-Tannberg
Silvia Virve Leitu-Tannberg, född 1 juni 1912 i Tartu, Guvernementet Livland, Kejsardömet Ryssland (nuvarande Estland) , död 21 juni 1969 Tureberg, Sollentuna församling, Stockholms län, var en estländsk-svensk målare och kostymtecknare.
Hon var dotter till tjänstemannen Eduard Leitu och Juliane Mari Uin och från 1940 gift med arkitekten Harald Tannberg. Hon studerade konst i Estland vid Högre Konstskolan Pallas 1932-1938 med Nikolai Triik som lärare och vid konstakademien i München 1944-1946. Under sin studietid i Estland var hon med i några mindre samlingsutställningar. Separat ställde hon ut i bland annat München 1947, Toronto 1962 samt i Göteborg och Stockholm 1953. Hon medverkade i ett stort antal samlingsutställningar i Sverige, Tyskland, Danmark, Kanada, och USA. Hennes konst består av stilleben, figurer och porträtt huvudsakligen utförda i akvarell. Vid sidan av sitt konstnärskap var hon anlitad som kostymtecknare för olika teatrar. Leitu-Tannberg är representerad vid Estlands nationalbibliotek.